# Südlicher Bug
Der Südliche Bug (ukrainisch Південний Буг Piwdenny Buh, polnisch Boh, russisch Южный Буг Juschni Bug, im Altertum Hypanis) ist ein 857 km langer Zufluss des Schwarzen Meeres in der Osteuropäischen Ebene in der südwestlichen Ukraine. Da er gemeinsam mit dem größeren Dnepr mündet, ist er wohl eher als Fluss denn als Strom zu klassifizieren. Er darf nicht mit dem mit 772 km etwas kürzeren (Westlichen) Bug verwechselt werden, der zusammen mit dem Narew in die Weichsel mündet. Bis zur Einmündung in den gemeinsam mit dem Dnepr gebildeten Dnepr-Bug-Liman ist er 806 km lang. Das Einzugsgebiet des Südlichen Bug hat eine Fläche von 63.740 km².

## Verlauf
Der Fluss entspringt in Podolien auf der Podolischen Platte etwa 90 km westlich der Stadt Chmelnyzkyj und nur etwas östlich von Wolotschysk.
Im oberen Abschnitt, also von seiner Quelle im Podolischen Hochland (die sich auf etwa 320 Metern Höhe befindet), fließt er durch ein schlammiges Tal, was sich auch in der Einfärbung des Wassers zeigt. Das Gefälle in diesem Abschnitt beträgt nur 0,37 m/km. Der Südliche Bug fließt von der Quelle aus in Richtung Osten an Letytschiw vorbei und durch Winnyzja, dreht in südöstlicher Richtung und durchfließt den Ladyschyner Stausee (bei Ladyschyn).
Im mittleren Abschnitt schneidet sich der Fluss durch ein kristallinisches Gebirgsmassiv und das Gefälle nimmt (auf 0,92 m/km) zu, während er sich durch Felsen hindurchwindet. Der Südliche Bug passiert den Ort Hajworon in der Oblast Kirowohrad, wo er zur Regionalgrenze wird, erreicht südöstlich die Oblast Mykolajiw und passiert Perwomajsk. Dort beginnt auf einer Strecke von 70 Kilometern ein Gebiet mit einigen Stromschnellen, das sich bis Oleksandriwka zieht. Die Bergformationen beidseits der Schlucht erreichen teilweise eine Höhe von bis zu 90 Meter (in Bezug zur Flusshöhe, zum Beispiel im Hügelland bei Myhija oder Bohdaniwka).
Unterhalb der Stromschnellen fließt der Südliche Bug im letzten Abschnitt durch eine Landschaft aus tertiärem Kalkgestein und Sandstein und passiert die Ortschaft Wosnessensk. Er hat dort eine Ausdehnung von 800 Meter mit einer Wassertiefe von etwa 2–3 Metern. Nachdem er in einer weit nach Westen ausholenden Schleife die Stadt Mykolajiw umgefasst hat, mündet er etwa 20 Kilometer weiter südlich bei Nowa Odessa in den Dnepr-Bug-Liman, einem gemeinsamen Mündungstrichter von Dnepr und Südlichem Bug, der bei Otschakiw in das Schwarze Meer übergeht.
Die durchschnittliche Abflussmenge beträgt im Mündungsbereich 160 m³/s. Sein Fließwasser bezieht er aus Regen und Schnee (atmosphärische Prezipitation), wobei das Wasservolumen jahreszeitbedingt signifikant variiert. Der Fluss friert im Dezember ein und beginnt im März zu tauen.

## Landschaft
Der Oberlauf quert ein weitgehend sumpfiges Gebiet. Nachdem er dieses Tal durchquert hat, durchschneidet der Fluss im Mittellauf ein kristallines Massiv. Das ca. 25 Meter hohe Ufer besteht aus Granit. An einigen Stellen erreicht es jedoch Höhen von bis zu 90 Meter. In diesem Abschnitt gibt es mehrere Stromschnellen, wobei die meisten in einem 90 km langen Abschnitt zwischen Perwomajsk und Oleksandriwka liegen.
Im Unterlauf fließt der Fluss durch die Schwarzmeersenke, hier bilden sich einige Nebenarme. Seine Tiefe beträgt dort bis zu 3 Meter. Vor seiner Einmündung in den Dnepr-Bug-Liman erreicht er eine Breite von 800 Metern und ist dort für große Seeschiffe befahrbar. Da der Südliche Bug im Unterlauf durch trockene Steppengebiete mit geringen Niederschlagsmengen fließt, spielt der Fluss bei der Bewässerung des Landwirtschaftsgebiets eine große Rolle.

## Städte und Zuflüsse
Zu den größeren Städten am Südlichen Bug zählen Chmelnyzkyj, Chmilnyk, Winnyzja, Juschnoukrajinsk, Wosnessensk. Etwa 20 km oberhalb der Einmündung in den Dnepr-Bug-Liman liegt die Hafenstadt Mykolajiw, bei der die Warwariwka-Brücke über den Fluss führt.
Die Zuflüsse des Südlichen Bug sind von der Quelle zur Mündung (linksseitig) der Boschok, Kudyma, Ikwa, Snjwoda, Ustja, Desna, Sob, Udytsch, Synyzja, Synjucha, Wylyka Korabelna, Mertwowod, Hnylyi Jelanez und Inhul – Einmündung bei Mykolajiw. Rechtsseitig: Wowk, Shar, Riw, Selnyzja, Dochna, Sawran, Kodyma, Bakschala und Tschytschyklija.

## Wirtschaft
Der Bug ist lediglich von der Mündung bis Wosnessensk auf insgesamt 160 km Länge schiffbar. Häfen gibt es in Wosnessensk und Mykolajiw. In der Häfen dieser Stadt werden überwiegend Getreide, Pflanzenöl und Baumaterialien verschifft.
Am Unterlauf befindet sich das Atomkraftwerk Juschnoukrajinsk.
Von wirtschaftlicher Bedeutung sind die Fischbestände des Flusses, vor allem der Hecht und der Zander. Der Transport von Waren beginnt auf Grund der Stromschnellen erst ab dem Mittellauf und spielt wegen des relativ geringen und über das Jahr sehr schwankenden Wasserabflusses keine große Rolle.

## Stauseen
Der größte der insgesamt 13 Stauseen, der Ladyschyner Stausee, liegt bei Ladyschyn. Er besitzt eine Fläche von 20,8 km² und kann ca. 0,15 km³ Wasser speichern. Der Damm dieses Stausees wurde 1964 fertiggestellt.

## Geschichte
Der Südliche Bug bildete die Ostgrenze von Transnistrien, einem Gebiet, das während des Zweiten Weltkrieges von 1941 bis 1944 unter rumänischer Verwaltung stand. Von September 1941 bis Oktober 1942 wurde die jüdische Bevölkerung, die die Massaker in Bessarabien und der Bukowina überlebt hatte, hierher getrieben und interniert. Die Zahl der Deportierten betrug zwischen 150.000 und 185.000 Personen.
Die Deportierten wurden u. a. zum Bau von Brücken über den Fluss gezwungen, wobei unzählige Menschen starben. Der israelische Schriftsteller Aharon Appelfeld, ein Überlebender dieser Deportation, beschreibt den Südlichen Bug und den Bau der Brücken in seinem Roman Die Eismine.
1944 wurde die Eisenbahnbrücke Pisky gebaut.